# Hebekippdach
Hebekippdächer (abgekürzt auch Heki) sind aus transparentem oder durchscheinenden Kunststoffen gefertigte Dachluken zur Entlüftung von Wohnmobilen, Wohnwagen und Reisemobilen. So wird übermäßigen Luftfeuchtewerten im Wagen vorgebeugt. Dabei sind Konstruktionen erforderlich, die ein allseitiges Kippen (Spaltöffnung) oder einseitiges Heben (größeres Öffnen) mit gleichzeitiger Feststellung ermöglichen. Weiterhin verfügen Hebekippdächer über ein möglichst geringes Gewicht, um die Fahrstabilität durch Toplastigkeit nicht unnötig zu verschlechtern.